# Min (taal)
Het Min of Minyu is de verzamelnaam van Min-subtalen. Meer dan zeventig miljoen mensen spreken een variant van het Min.

## Classificatie
- Sino-Tibetaanse talen
  - Chinese talen
    - Min

## Dialectgroepen
De Min-dialectgroepen worden verdeeld tussen binnenlandse en kust-varianten:

### Kust-Min
- Oostelijk Min (閩東話)
- Puxian Min (莆仙話)
- Zuidelijk Min (閩南話)
- Hainanees (海南話, gesproken in Hainan)
- Leizhouhua (雷州話, gesproken in Zuidwest-Guangdong)

### Binnenlands Min
- Noordelijk Min (閩北話)
- Centraal Min (閩中話)

## Taalgebied
Het Min wordt gesproken in de provincies Fujian en Hainan, in het oosten van de provincie Guangdong, op Taiwan en op de Zhoushan-eilanden. Veel overzeese Chinezen uit deze gebieden hebben hun dialect uit het Min meegenomen naar hun nieuwe verblijfplaats.